# サラ・ジーン・アンダーウッド

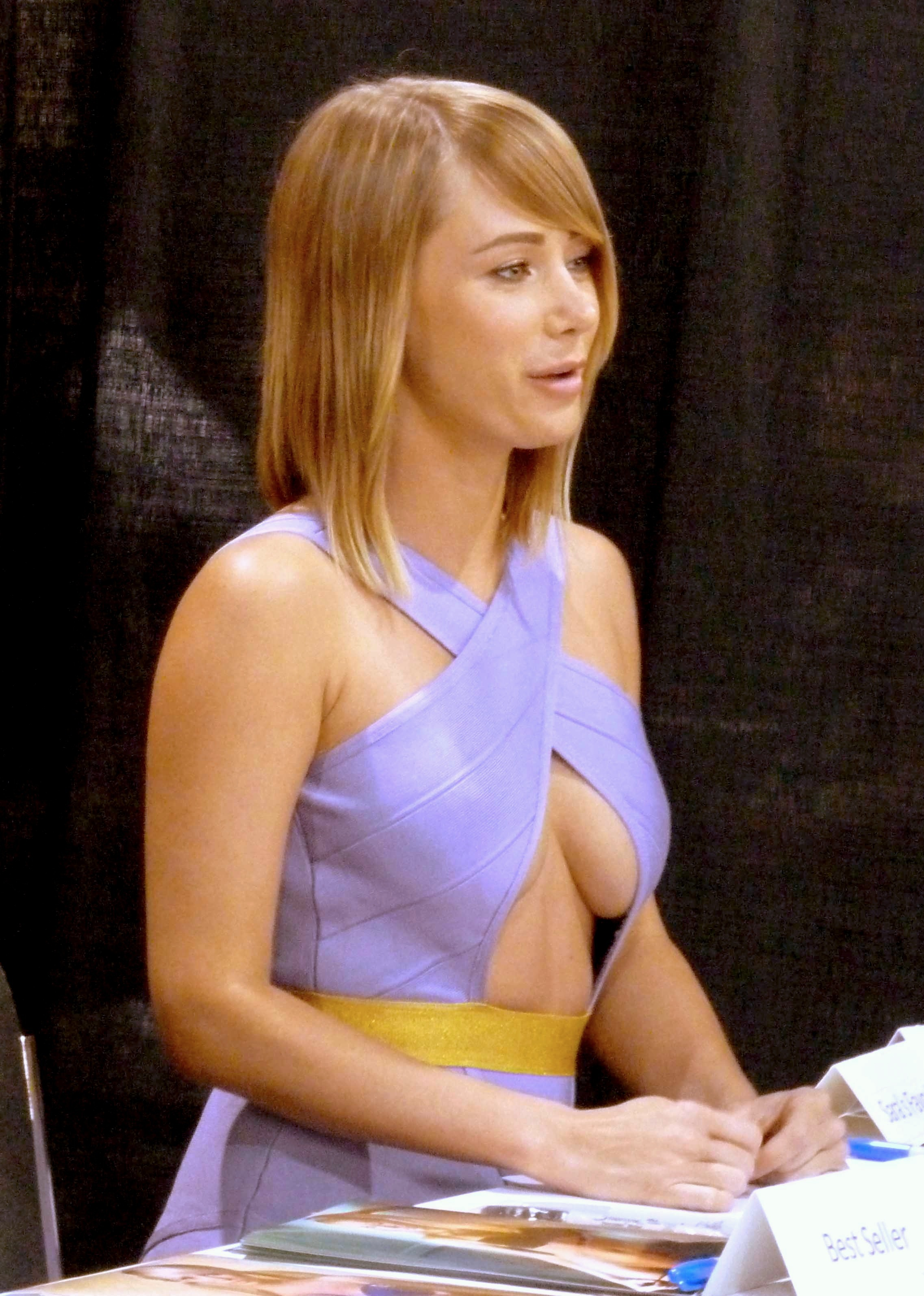
2013年撮影

サラ・ジーン・アンダーウッド（Sara Jean Underwood、1984年3月26日 - ）は、アメリカ合衆国のモデル・女優。米PLAYBOY誌2006年7月号のプレイメイトに選ばれ、後に2007年のプレイメイト・オブ・ザ・イヤーに選出された。G4テレビの『アタック・オブ・ザ・ショウ!』でプレゼンターを務めている。

## 生い立ち
アンダーウッドはオレゴン州ポートランドで生まれた。2002年にオレゴン州スキャプーゼのスキャプーゼ・ハイスクールを卒業。オレゴン州立大学とポートランド州立大学に通った。アメリカンフットボール選手のデレク・アンダーソンとは幼馴染みで学友でもある。
最初に就いた仕事は重建設機械セールスのアシスタントであった。レストランチェーンフーターズのオレゴン州ビーバートン支店で働いていた事もある。

## モデル
アンダーウッドがPLAYBOY誌に初登場したのは、2005年10月号のPAC10の女の子特集グラビアページである。同号の表紙も飾っていて、裸の上に臍上までしか無いオレゴン・ステイト・ビーバーズのフットボール・ジャージーと赤いビキニパンツをボディペインティングしただけの姿でフットボールを持って立っている。次に登場したのは2006年7月号で、プレイメイトとして戻って来た。2007年6月にプレイメイト・オブ・ザ・イヤーになった時は、副賞としてミニクーパー・コンバーチブルを受け取った。彼女はプレイメイト・オブ・ザ・イヤーのタイトルを授与された初のミス・ジュライ（7月）であったが、本人は「私は自分がそれに相応しいほど可愛いとは思っていませんでした」と語っている。2008年の3月号では、「25人の最も人気の高いセレブ達」で彼女を25位にランク付けた。
プレイメイトとなる以前の2005年8月、E!ネットワークの『The Girls Next Door』シリーズの第2回に、プレイメイトになるべくプレイボーイ・スタジオ・ウェストでテスト撮影を行なおうとしている女の子として出演している。2006年7月号のプレイメイトとなった後も『The Girls Next Door』シリーズに何度か出演している。
2007年6月7日、オレゴン州立大学で女性学を研究する学生のグループが、アンダーウッドの2007年プレイメイト・オブ・ザ・イヤー選出を祝福するポスターを作成し、ベクセルホールの外に掲示した。ポスターは大学職員が降ろすまでの僅かな時間、人目に晒された。ポスターは大学の伝統的なテーマやスタイルに則ったものであり、「サラ・ジーン： 初代OSU（オレゴン州立大学）ビーバー・プレイメイト・オブ・ザ・イヤー、PLAYBOY2007年6月号、OSUセンターフォールド、人民、思想、革新。」と書かれてあった。彼女がOSUからの「初の」プレイメイト・オブ・ザ・イヤーであるという一文は実は誤りであり、実際は2000年にプレイメイト・オブ・ザ・イヤーとなったジョディ・アン・パターソンに次いで2人目であった。
アンダーウッドはビバリーヒルズ・ロデオドライブのベベ・ストアーズでイーダ・ヤングビストを見出したとしてクレジットされている。

## その他の活動
2007年の映画『鉄板英雄伝説』にプレイメイト仲間のキアナ・チェイス、イリーナ・ヴォロニナ、ジリアン・グレイスと共に海賊娘役で出演。2008年のコメディ映画『キューティ・バニー』にプレイメイトとして仲間達と出演、また2009年の映画『The Telling』にもブリジェット・マルクヮルト、ホリー・マディソンと共に出演。2009年には彼女自身の役で『お願い!プレイメイト』に出演した。
アンダーウッドはケンドラ・ウィルキンソンのリアリティ番組『ケンドラ』の結婚式のエピソードに出演し、ケンドラのバチェロレッテ・パーティーで豊胸手術を受けた事を公表した。後にハワード・スターン・ショーでも豊胸手術を受けた事を認めている。
テレビの司会もこなす。ケーブルネットワークのプラックベルトTVで「Fight Jock（戦うサポーター）」として、また次の番組を紹介するアナウンサーとして働いた。2009年、休暇中のオリヴィア・マンの代役としてG4テレビの『アタック・オブ・ザ・ショウ!』の共同司会者を5回に渡って務めた。 2010年にも共同司会者を務め、 2011年には司会者の代役や「Feed」というコーナーのレギュラー司会者を任された。
熱心なヨーガ実践者であるアンダーウッドは日本のテレビ番組『KUNOICHI』（アメリカでは"Women of Ninja Warrior"として知られている）の第8回大会に出場した。アスリート歴においてアドバンテージを持つ3人の日本人競技者を尻目に1st STAGEはクリアしたが、2nd STAGEの舞踊石エリアで2回目のステップの判断を誤り脱落した。
「VictoryPoker.net」の広告のモデルを務め、チャリティーのポーカートーナメントに出場した後、同サイトのプロのポーカープレーヤー・チームに加わった。
MTVのリアリティ番組『リディキュラスネス』シーズン2・第3回にゲストスターとして登場した。

## 私生活
共通の友人を介して紹介されたテレビ司会者のライアン・シークレストと2年間に渡り、別れては寄りを戻す、くっついてはまた別れるという交際を繰り返した。